# San Pedro de Lóvago
San Pedro de Lóvago est une municipalité nicaraguayenne du département de Chontales au Nicaragua.

## Géographie
La seule grande ville de la municipalité est la ville centrale de San Pedro de Lóvago avec 3 420 habitants (2005).

## Histoire
San Pedro de Lóvago est une ancienne communauté amérindienne. Au recensement de 1685, il y avait 60 habitants, tous indiens.